# Enchytraeus multiannulatus
Enchytraeus multiannulatus är en ringmaskart som beskrevs av Altman 1936. Enchytraeus multiannulatus ingår i släktet Enchytraeus och familjen småringmaskar. Inga underarter finns listade i Catalogue of Life.